# Humboldt (Ballon)

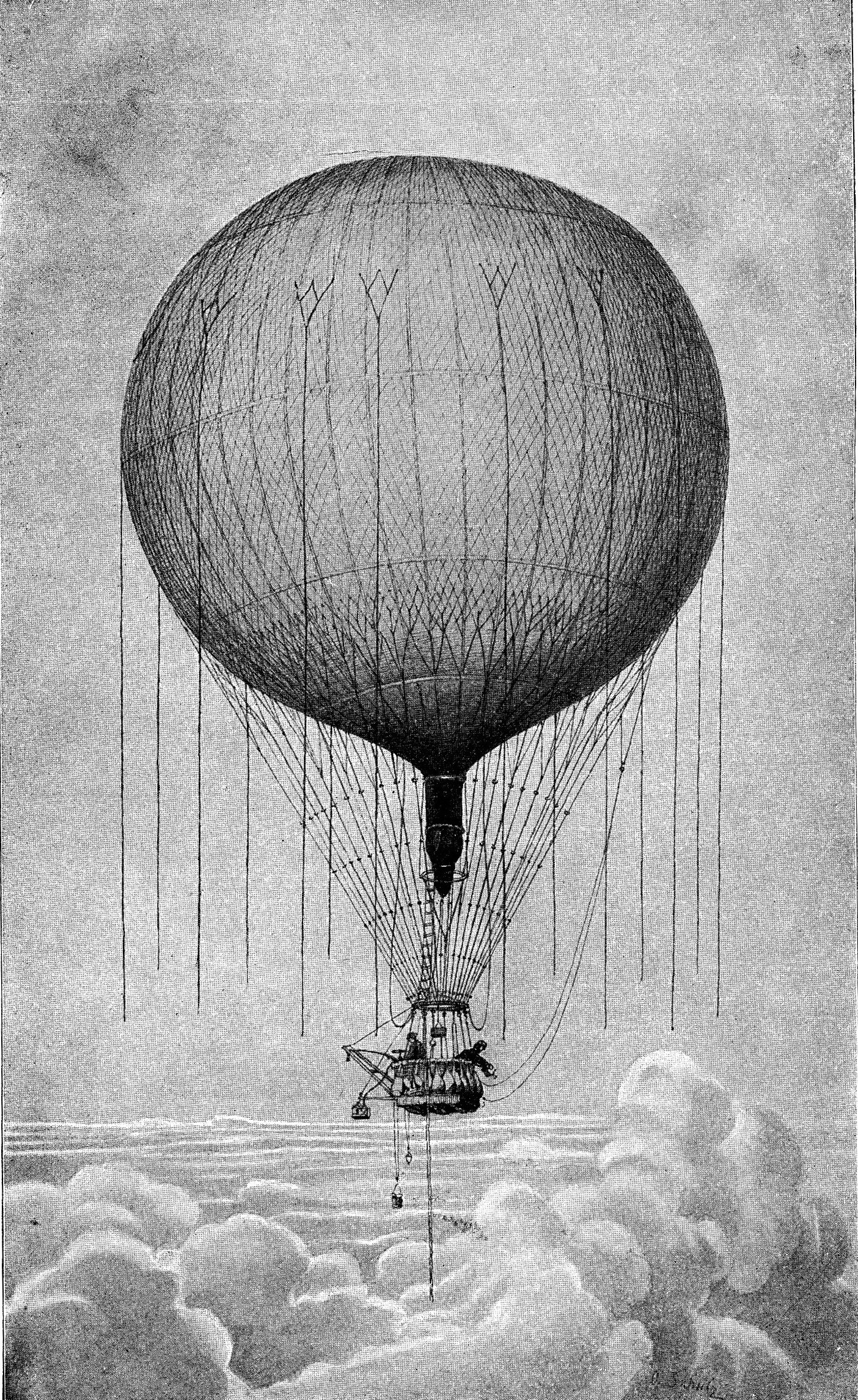
Ballon Humboldt, Zeichnung von Hans Groß

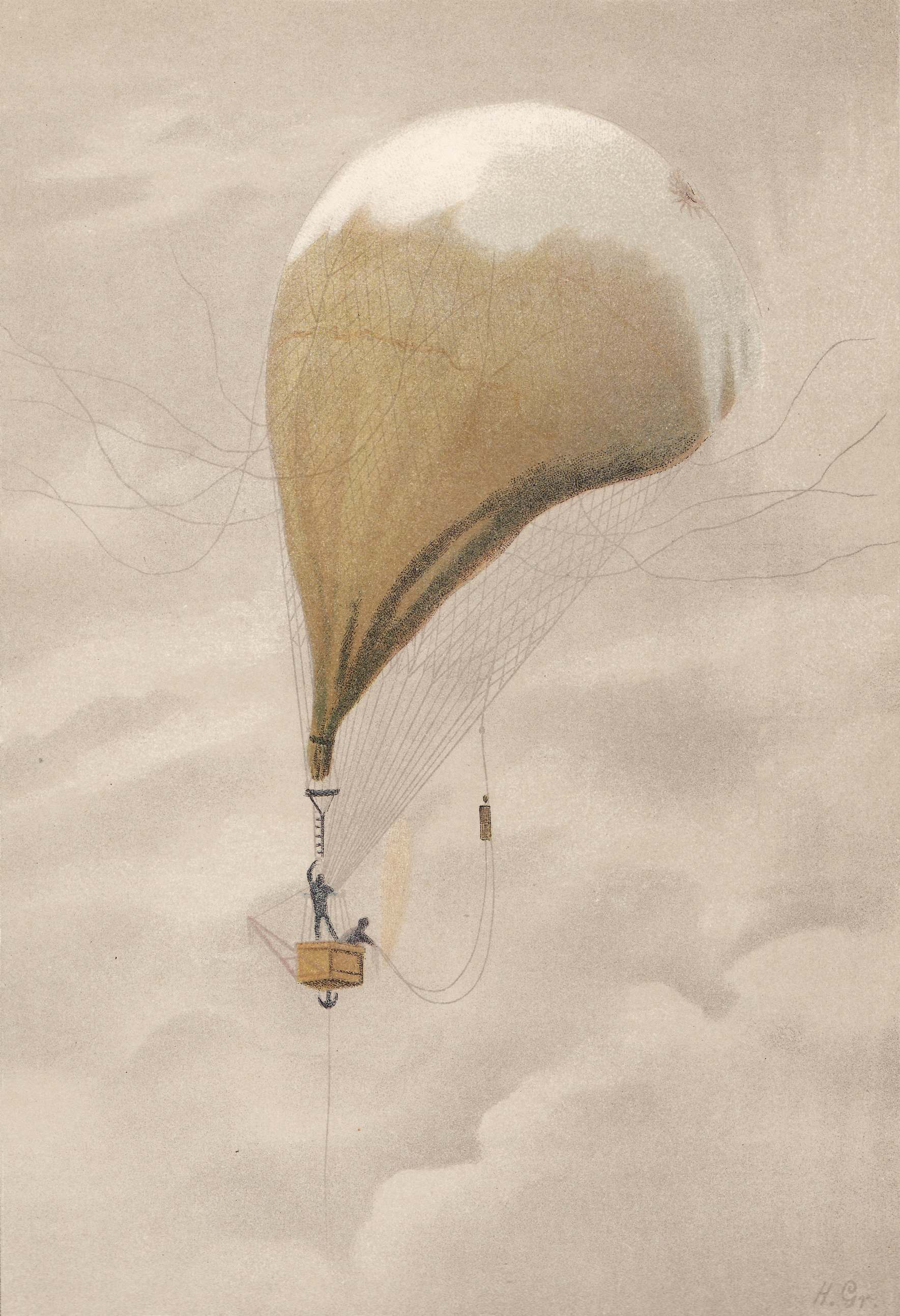
Absturz des Humboldt am 14. März 1893, Zeichnung von Hans Groß

Humboldt ist der Name eines Ballons des Vereins zur Förderung der Luftschifffahrt, der 1893 während der Berliner wissenschaftlichen Luftfahrten zur Erforschung der Atmosphäre eingesetzt wurde.
Er wurde nach Plänen des Premierleutnants Hans Groß der Berliner Luftschifferabteilung gefertigt. Der kugelförmige Ballon hatte ein Fassungsvermögen von 2514 Kubikmetern und einen Durchmesser von 16,87 Metern. Seine aus gummierter Baumwolle gefertigte Hülle wog 350 kg. Die Mittel zum Bau und Betrieb des Humboldt (50.000 Mark) hatte Kaiser Wilhelm II. persönlich aus seinem Allerhöchsten Dispositionsfonds bereitgestellt.
Beim ersten Aufstieg des Ballons am 1. März 1893 war der Kaiser selbst anwesend. Die Fahrt endete jedoch damit, dass sich der Initiator der wissenschaftlichen Luftfahrten, Richard Aßmann, bei der Landung das rechte Bein brach. Auf der zweiten Fahrt am 14. März 1893 öffnete sich das Ventil und konnte von den Ballonfahrern Groß und Berson nicht mehr geschlossen werden. Den Absturz aus 2800 Metern Höhe überstanden beide aber mit nur leichten Blessuren. Auf der dritten Fahrt am 28. März 1893 riss der Blitzableiter der Physikalisch-Technischen Reichsanstalt ein etwa drei Meter großes Loch in die Ballonhülle. Die sechste Fahrt des Humboldt am 26. April 1893 war bereits seine letzte. Als das Wasserstoffgas nach der Landung aus der Ballonhülle abgelassen wurde, gab es aufgrund einer elektrostatischen Entladung eine Explosion, die den Ballon zerstörte.
Humboldt hatte den Aerologen wertvolle Beobachtungen in Höhen bis zu 6100 Metern ermöglicht. Die wichtigsten Ergebnisse der Berliner wissenschaftlichen Luftfahrten wurden aber erst mit seinem Nachfolger Phönix erhalten.
| Datum     | Fahrtdauer (h:min) | Fahrtlänge (km) | Maximale Höhe (m) | Teilnehmer            | Landeort                                      |
| --------- | ------------------ | --------------- | ----------------- | --------------------- | --------------------------------------------- |
| 1. März   | 6:16               | 202             | 4355              | Groß, Aßmann, Kremser | Wussow bei Naugard, Pommern                   |
| 14. März  | 3:47               | 250             | 6105              | Groß, Berson          | Rogasen, Posen                                |
| 28. März  | 9:02               | 275             | 3590              | Groß, Berson, Süring  | Hermannsdorf bei Annaberg, Erzgebirge         |
| 7. April  | 8:34               | 320             | 5215              | Groß, Berson, Köbke   | Kronach, Oberfranken                          |
| 19. April | 7:30               | 150             | 4565              | Groß, Berson, Baschin | Preschen bei Muskau, Niederlausitz            |
| 26. April | 10:59              | 370             | 4265              | Groß, Berson, Süring  | Kloster Heinrichau bei Münsterberg, Schlesien |